# Nannogryllacris furciventris
Nannogryllacris furciventris är en insektsart som beskrevs av Heinrich Hugo Karny 1937. Nannogryllacris furciventris ingår i släktet Nannogryllacris och familjen Gryllacrididae. Inga underarter finns listade i Catalogue of Life.